# Ewelina Walendziak
Ewelina Walendziak est une actrice polonaise née le 22 avril 1985.

## Filmographie
- 2007 : Un conte d'été polonais (Sztuczki) d'Andrzej Jakimowski
- 2010 : Robert Mitchum est mort d'Olivier Babinet et Fred Kihn

## Distinctions
- 2008 : Prix de la meilleure interprète féminine au Festival international du cinéma d'auteur de Rabat pour son rôle (Elka) dans Un conte d'été polonais